# 朱讓 (景泰舉人)
朱讓（15世紀—15世紀），字克遜，江西南康府星子縣人，明朝政治人物。

## 生平
朱讓是景泰元年（1450年）庚午科江西鄉試舉人，在國子監讀書，天順元年（1457年）授監察御史，遇事敢言，不畏權勢，巡按廣東鎮懾部下，成化年間出為大理府知府，多有惠政，因病辭官回鄉，在家去世。

## 引用
1. 1 2  同治《星子縣志·卷十·人物志上》：朱讓，字克遜，景泰間由舉人授御史，遇事敢言，不畏權勢，出按廣東肅振百僚，尋陞大理知府多惠政，以疾辭歸，卒於家。
2. ↑  同治《星子縣志·卷九·選舉志》：：厯代舉人……明……景泰 朱讓 授御史，詳人物……俱庚午章表榜
3. ↑  《明英宗明實睿皇帝實錄·卷二百八十一》：（天順元年八月甲辰）擢行人李勝、楊璡，博士王祥，進士馬聰、俞璟、程萬鍾，知縣劉譽，訓導章璠、康弘敬、顧儼，監生韓槃、侯由、何楚英、李開、余亢、周祐、李蕃、朱鉉、許傑、曾相、朱讓、易廣、王儼、劉慶、裴斐、孫泰、李旻、王璵、馮昱俱為兩京試監察御史。